# Tres Tabernae
Tres Tabernae var ett ställe vid Via Appia omkring 50 kilometer söder om Rom, beläget mellan Ariccia och Forum Appii. Taberna betyder ’bod’ eller ’krog’ på latin, men i detta specifika sammanhang står ordet taberna för en hållplats vid den romerska härvägen Via Appia.
Vid Tres Tabernae välkomnades aposteln Paulus på sin väg till Rom (Apg. 28:15).